# Харисън (окръг, Охайо)
Вижте пояснителната страница за други значения на Харисън.
Окръг Харисън (на английски: Harrison County) е окръг в щата Охайо, Съединени американски щати. Площта му е 1064 km², а населението - 15 856 души (2000). Административен център е село Кадис.